# Pachythone palades
Pachythone palades is een vlindersoort uit de familie van de prachtvlinders (Riodinidae), onderfamilie Riodininae.
Pachythone palades werd in 1873 beschreven door Hewitson.